# Swan Song (singolo)
Swan Song è un singolo della cantante britannica Dua Lipa, pubblicato il 24 gennaio 2019 come primo estratto dalla colonna sonora del film Alita - Angelo della battaglia.

## Descrizione
Il brano è stato scritto dalla stessa cantante in collaborazione con Justin Tranter, Thomas Holkenborg, Kennedi Lykken, Mattias Larsson e Robin Fredriksson e prodotto da questi ultimi due insieme a Lorna Blackwood e MNEK.

## Pubblicazione
Annunciata nel 2018, Dua Lipa ha pubblicato un'anteprima di Swan Song in un post su Instagram il 3 gennaio 2019. Originariamente doveva uscire il 25 gennaio, ma è stata pubblicata un giorno prima.

## Video musicale
Il video musicale, diretto da Floria Sigismondi, è stato reso disponibile il 24 gennaio 2019 tramite il canale YouTube della cantante. Il video è ambientato nel futuro, dove viene mostrata la cantante camminare nelle strade di Iron City. Alla fine del video Dua Lipa si trasforma nel personaggio di Alita, la protagonista del film.

## Tracce
Download digitale
1. Swan Song – 3:02

## Formazione
Musicisti
- Dua Lipa – voce
- MNEK – cori
- Thomas Holkenborg – pianoforte
- Mattman & Robin – chitarra, percussioni, programmazione

Produzione
- Mattman & Robin – produzione
- MNEK – produzione vocale
- Randy Merrill – mastering
- Șerban Ghenea – missaggio

## Classifiche
| Classifica (2019) | Posizione massima |
| ----------------- | ----------------- |
| Australia         | 72                |
| Belgio (Fiandre)  | 50                |
| Belgio (Vallonia) | 51                |
| Canada            | 99                |
| Croazia           | 12                |
| Estonia           | 24                |
| Francia           | 196               |
| Germania          | 99                |
| Grecia            | 27                |
| Irlanda           | 24                |
| Islanda           | 29                |
| Lituania          | 17                |
| Portogallo        | 63                |
| Regno Unito       | 24                |
| Repubblica Ceca   | 31                |
| Slovacchia        | 21                |
| Stati Uniti       | 110               |
| Svezia            | 67                |
| Svizzera          | 96                |
| Ungheria          | 11                |